# Cemetery Junction
Cemetery Junction (br: Caindo no Mundo) é um filme britãnico, uma comédia-drama, dirigida por Ricky Gervais e Stephen Merchant. Foi lançado a 14 de abril de 2010.

## Sinopse
Estamos nos anos 70. Os tempos estão mudando. Mas nem tudo está na mesma sintonia. Três jovens amigos sonham em se livrar da vidinha pacata e acomodada de Cemetery Junction. Cientes de que não podem passar o resto de suas vidas bebendo, brigando e aprontando, eles são forçados a tomarem uma atitude. Nada é tão simples como gostariam, principalmente porque um deles se apaixona pela filha do chefe, e para complicar um pouco mais, a moça está noiva. Para alcançarem o que desejam eles terão que se rebelar contra as regras, custe o que custar. 

## Elenco
- Christian Cooke - Freddie Taylor
- Felicity Jones - Julie
- Tom Hughes - Bruce Pearson
- Jack Doolan - Paul/Snork
- Ricky Gervais - Len Taylor
- Julia Davis - Mrs. Taylor
- Ralph Fiennes - Mr. Kendrick
- Emily Watson - Mrs. Kendrick
- Burn Gorman - Renwick
- Matthew Goode - Mike Ramsay
- Matthew Holness - Bandleader
- Kirk Yeomans - Voz de Bandleader
- Steve Speirs - Sgt. Wyn Davies
- Anne Reid - Freddie's Gran
- Michael Jibson - Cliff